# Роб-бі-гуд (фільм)
Роб-бі-гуд (англ. Rob-B-Hood) — гонконгський фільм, за участю Джекі Чана і Луіса Ку. Вийшов на екрани в 2006 році.

## Сюжет
Три професійні злодії замислюють складну справу, коли на них як грім серед ясного неба звалюється малолітня дитина, яка кричить, какає і вічно кудись уповзає, і звільнитися від нього немає ніякої можливості, залишається тільки одне, брати хлопчака з собою на справу.

## В ролях
- Джекі Чан — Тонгс
- Луіс Ку — восьминіг
- Майкл Хуі — Хазяїн
- Метью Медведев — дитина
- Єн Біяо — інспектор Мок